# マーダー
『マーダー』（Murder in the Heartland）は、1993年のアメリカ映画。ミニシリーズとして制作された。
テレンス・マリックの『地獄の逃避行』と同じく、スタークウェザー＝フューゲート事件 (Starkweather/Fugate murders) を再現した作品であり、時代背景も当事者の年齢設定もより近くなっているのが特徴。

## スタッフ
- 製作総指揮・脚本：マイケル・オハラ
- 監督：ロバート・マーコウィッツ
- 製作：ブライアン・ヒコック
- 撮影：ロナルド・ガルシア
- 音楽：パトリック・ウィリアムズ

## キャスト
- ティム・ロス：チャールズ・スタークウェザー
- フェアルザ・バルク：カリル・フューゲート
- ブライアン・デネヒー：ジョン・マッカーサー
- ランディ・クエイド：エルマー
- ケイト・リード：パンジー
- ボブ・ガントン：アンダーソン
- ヘザー・カフカ：キャロル
- レニー・ゼルウィガー：バーバラ